# 馬拉蓋塔椒
馬拉蓋塔椒 （学名：Capsicum frutescens var. malagueta）是一種產於巴西巴伊亞州的一種辣椒混淆。
此種果實未熟綠色，成熟時轉紅，長2英吋。辣度為60,000 至 100,000史高維爾單位。常用於巴西地方菜色中。